# Ivany's Cove
Ivany's Cove é uma pequena comunidade localizada na província canadense de Terra Nova e Labrador.